# قطعنامه ۱۶۸۳ شورای امنیت
قطعنامه  ۱۶۸۳ شورای امنیت سازمان ملل متحد که در تاریخ ۱۳ ژوئن ۲۰۰۶ تصویب شد، سندی بین‌المللی دربارهٔ بررسی وضعیت در لیبریا است. این قطعنامه طی نشست ۵۴۵۴ام با ۱۵ رای موافق، ۰ مخالف و ۰ ممتنع تصویب شد.